# Can Collell
Can Collell és una masia cap al sud del nucli urbà de la població de Cabanelles, prop del límit comarcal amb el Pla de l'Estany, amb accés des de la carretera GIP-5121. Segons el Pla Especial d'identificació i regulació de masies i cases rurals de l'ajuntament de Cabanelles Can Collell és una edificació del 1700, encara que presenta ampliacions i reformes posteriors.
Edifici de planta rectangular amb la coberta de teula dues vessants i distribuït en planta baixa i pis. Presenta un petit edifici bastit a l'extrem de tramuntana de la façana principal, unit a la casa mitjançant una coberta d'un sol vessant i utilitzat de pallissa. L'espai situat entre la casa i el paller s'utilitza a modo de porxo obert per les dues bandes i presenta un altell bastit amb una solera de bigues i llates de fusta. Per accedir al porxo per la banda de tramuntana hi ha una gran arc de mig punt bastit amb lloses de pedra i pedra desbastada. La façana principal, orientada a llevant, presenta un portal d'accés d'arc de mig punt adovellat. A l'extrem de migdia n'hi ha un altre de rebaixat i de mida més petita, bastit en pedra. A l'extrem de tramuntana, les obertures són rectangulars i amb les llindes de fusta. Al pis, les finestres són rectangulars amb els brancals bastits en pedra desbastada i les llindes planes. La que està situada damunt del portal d'accés presenta la data 1559 gravada a la llinda, tot i que no és perfectament llegible. De la façana de ponent cal destacar una única finestra rectangular, emmarcada en pedra desbastada i amb un gran ampit motllurat. A l'interior hi ha estances cobertes amb sostres embigats. El vestíbul està cobert amb volta d'aresta emblanquinada, amb els murs de pedra vista i el paviment empedrat.
La construcció és bastida en pedra sense treballar de diverses mides i fragments de maons, disposat irregularment i lligat amb abundant morter de calç. A les cantonades de la façana principal hi ha pedres grans desbastades. Cal destacar el parament inferior de la façana de ponent, bastit en pedra desbastada disposada en filades regulars.